# Nephrotoma biappendiculata
Nephrotoma biappendiculata är en tvåvingeart som först beskrevs av Evgenyi Nikolayevich Savchenko 1973.  Nephrotoma biappendiculata ingår i släktet Nephrotoma och familjen storharkrankar. Inga underarter finns listade i Catalogue of Life.